# 小行星5513
小行星5513（英語：5513 Yukio）是一颗围绕太阳公转的小行星。1988年11月27日，W. Kakei、鬼沢稔、浦田武在清水町发现了此天体。
这颗小行星的绝对星等为184.1289686463004等。